# أبنر كوك
أبنر كوك (بالإنجليزية: Abner Cook)‏ هو مهندس معماري أمريكي، ولد في 15 مارس 1814 في ساليسبري في الولايات المتحدة، وتوفي في 22 فبراير 1884 في أوستن في الولايات المتحدة.

## معرض صور

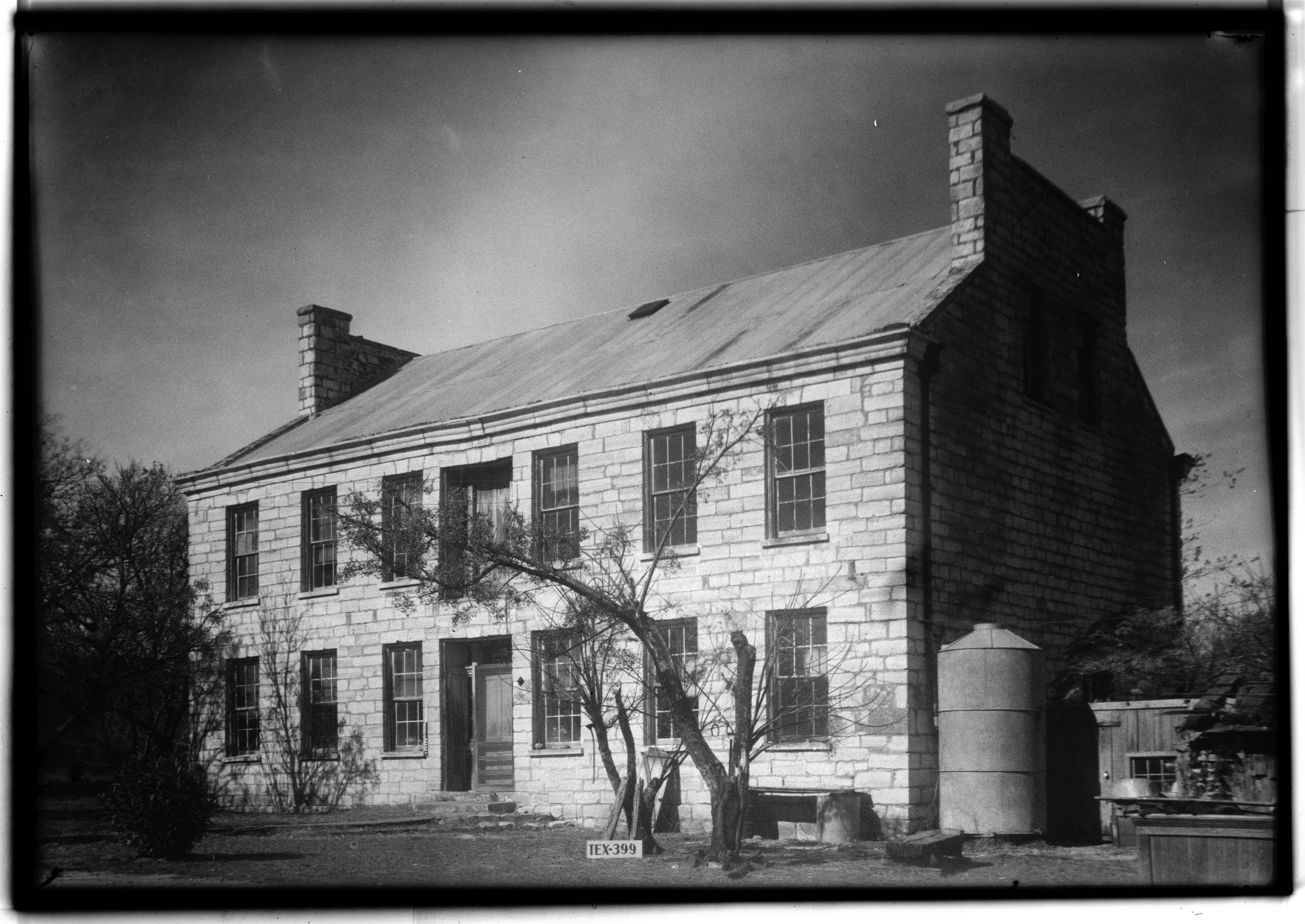
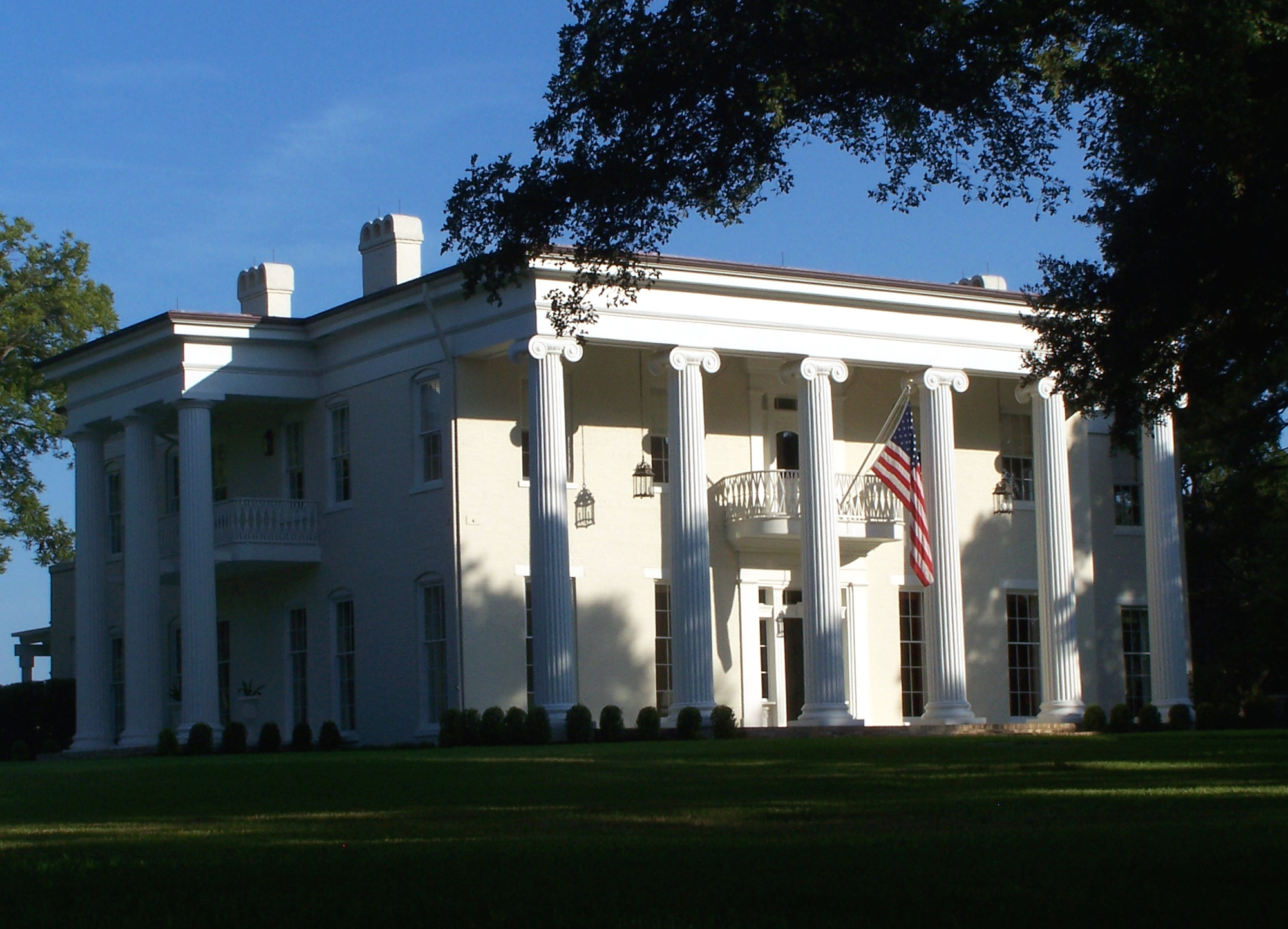
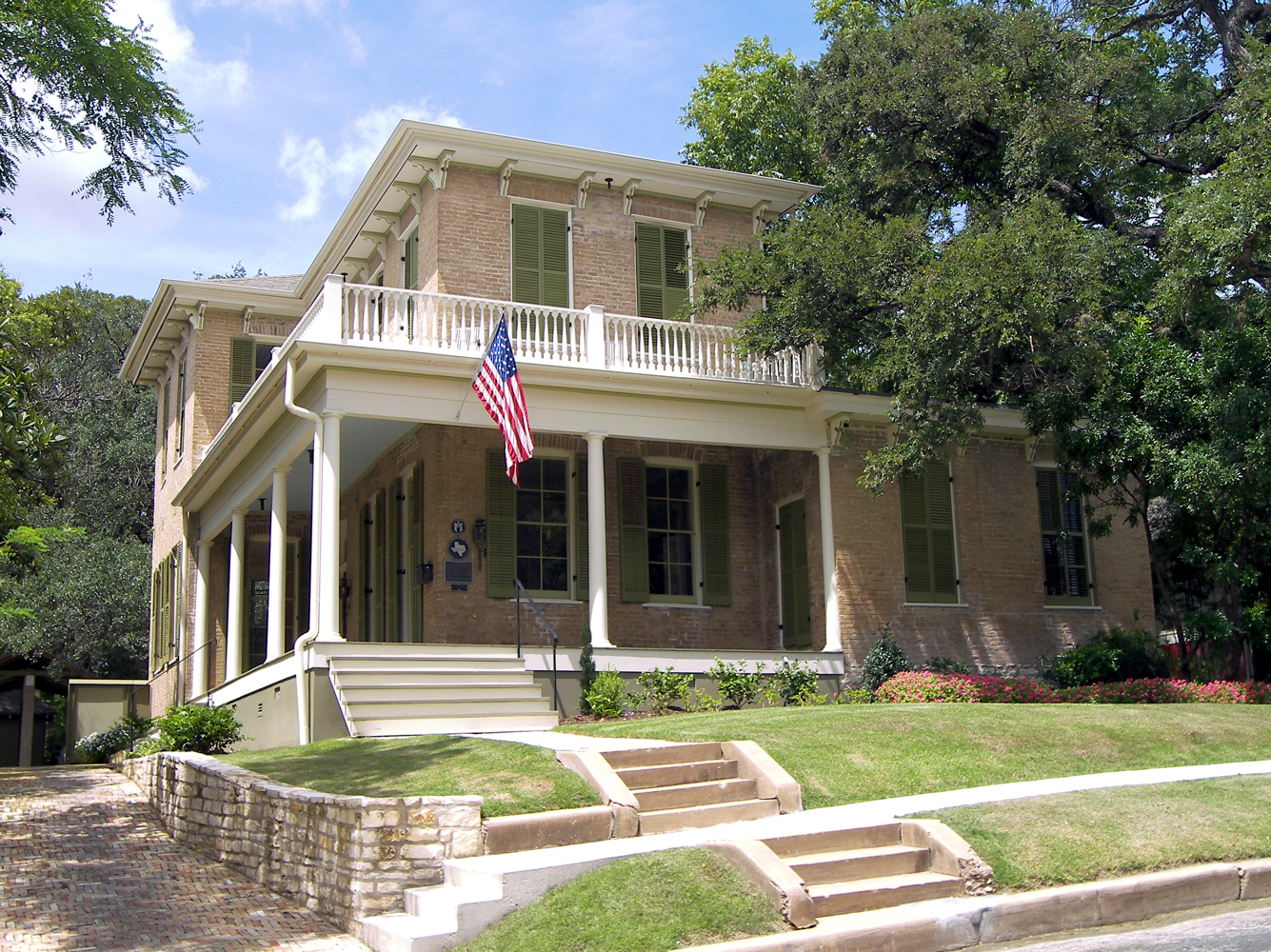
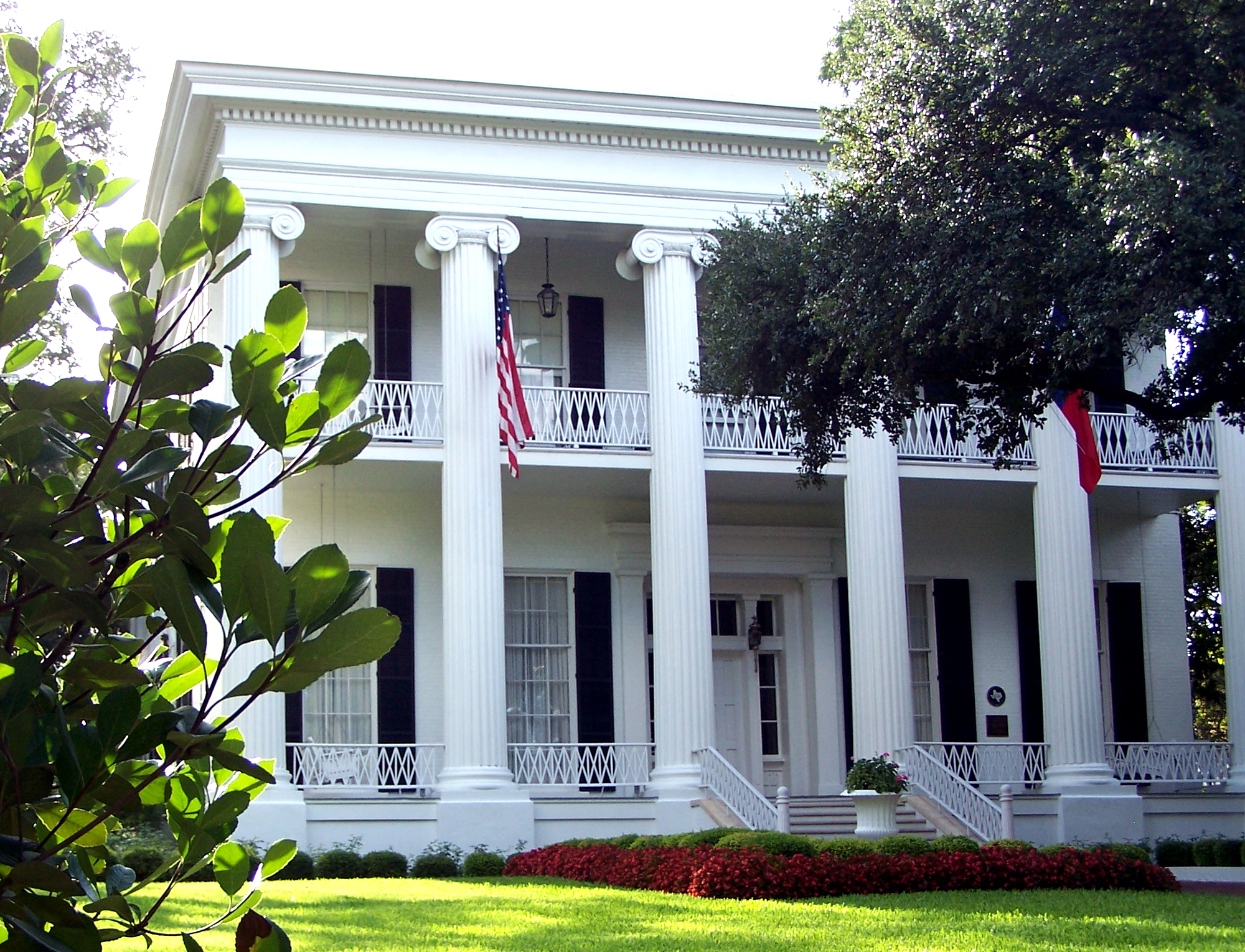
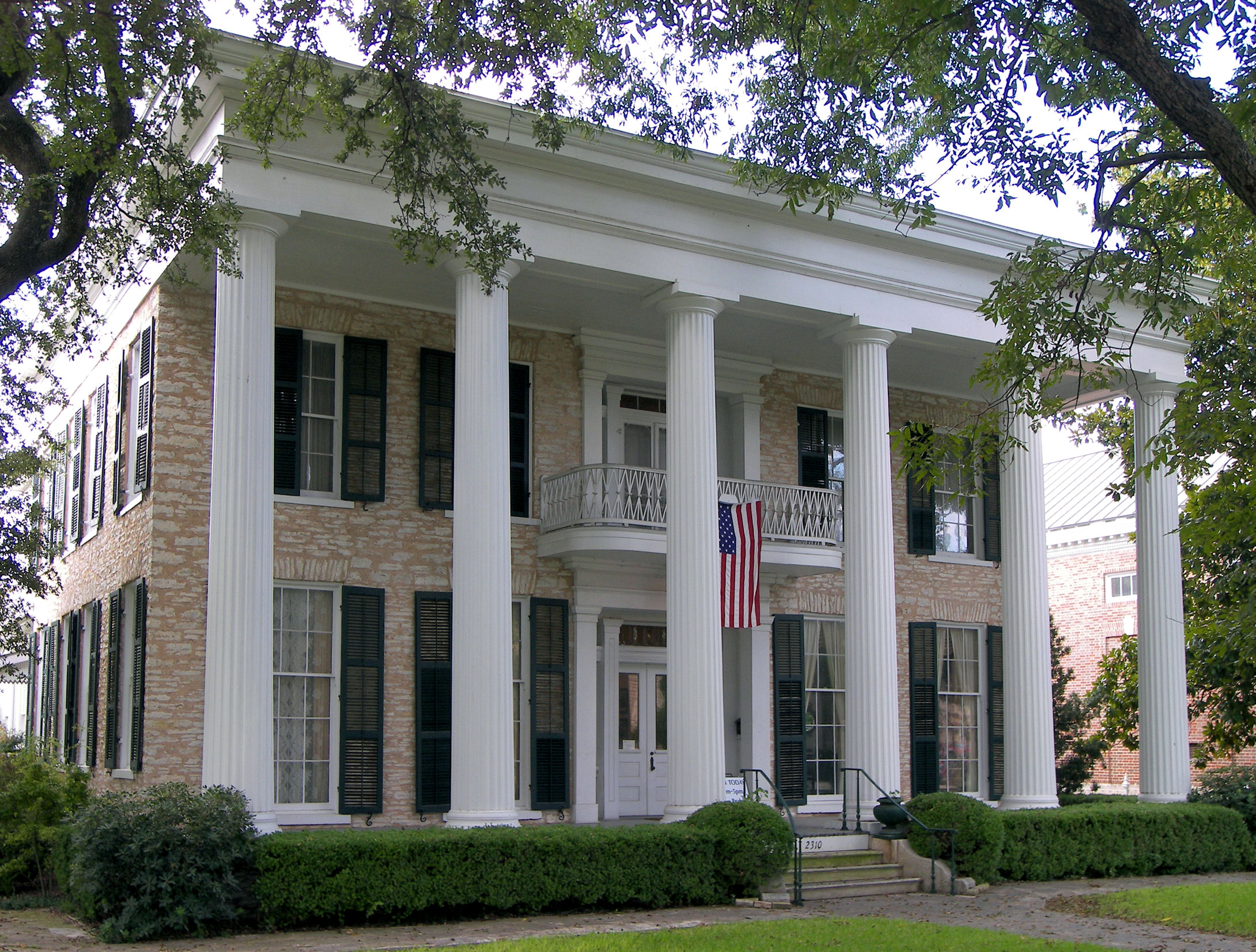